# Zlata Filipović
(Zlata Filipović, Diario di Zlata, 2 agosto 1993, p. 142)
Zlata Filipović (Sarajevo, 3 dicembre 1980) è una scrittrice e regista bosniaca.

## Biografia
Nel libro Diario di Zlata la guerra in Jugoslavia è vista attraverso gli occhi di una bambina, che a 11 anni si vede rubare l'infanzia.
Zlata trova nel diario un'amica nel quale raccontare e confidare tutti i suoi segreti, le proprie idee, i suoi pensieri, le sue impressioni e i suoi sentimenti. A questo diario ha dato un nome, Mimmy, rendendola così reale, come fosse un'amica vera con cui si può confidare ogni volta che vuole.
Nel diario Zlata descrive la lunga e sanguinosa guerra scoppiata nella sua città, a Sarajevo.
Questa guerra ha distrutto tutto, ha allontanato Zlata e altre milioni di persone, dai propri parenti e amici. Zlata ha dovuto abituarsi al coprifuoco, a rifugiarsi in fretta insieme ai genitori in seminterrati bui e freddi per evitare di essere uccisa dalle bombe, alla mancanza di cibo, di acqua, di luce elettrica e di gas.
Durante la guerra perde molti suoi parenti ed amici, molti dei quali sono scappati da Sarajevo o peggio ancora, sono morti. Zlata in preda alla disperazione si chiede: "Io amavo la mia infanzia e ora una terribile guerra mi sta portando via tutto. Perché ?"
L'unica cosa che Zlata desidererebbe è che ritorni la pace. Zlata diede la sua autorizzazione per far pubblicare il suo diario, in modo da far sapere a tutti della guerra che ha vissuto. Del diario sono state vendute più di un milione di copie in tutto il mondo ed è stato tradotto in 35 lingue diverse.
Alcune agenzie giornalistiche e media le aggiudicarono l'appellativo di "Anna Frank di Sarajevo". Ma a differenza di Anna Frank, Zlata e la sua famiglia sopravvissero al conflitto, scappando a Parigi nel 1993 dove si fermarono per un anno.
Frequentò il St. Andrew's College, Dublin senior school, proseguendo e laureandosi poi all'Università di Oxford nel 2001 con una tesi in scienze umane.
Attualmente vive a Dublino.

## Opere
- 1999 – The Freedom Writers Diary: How a Teacher and 150 Teens Used Writing to Change Themselves and the World Around Them
- 2004 – Milosevic: The People's Tyrant
- 2006 – Giorni rubati - Gli orrori della guerra nei diari dei ragazzi